# Alianza franco-rusa

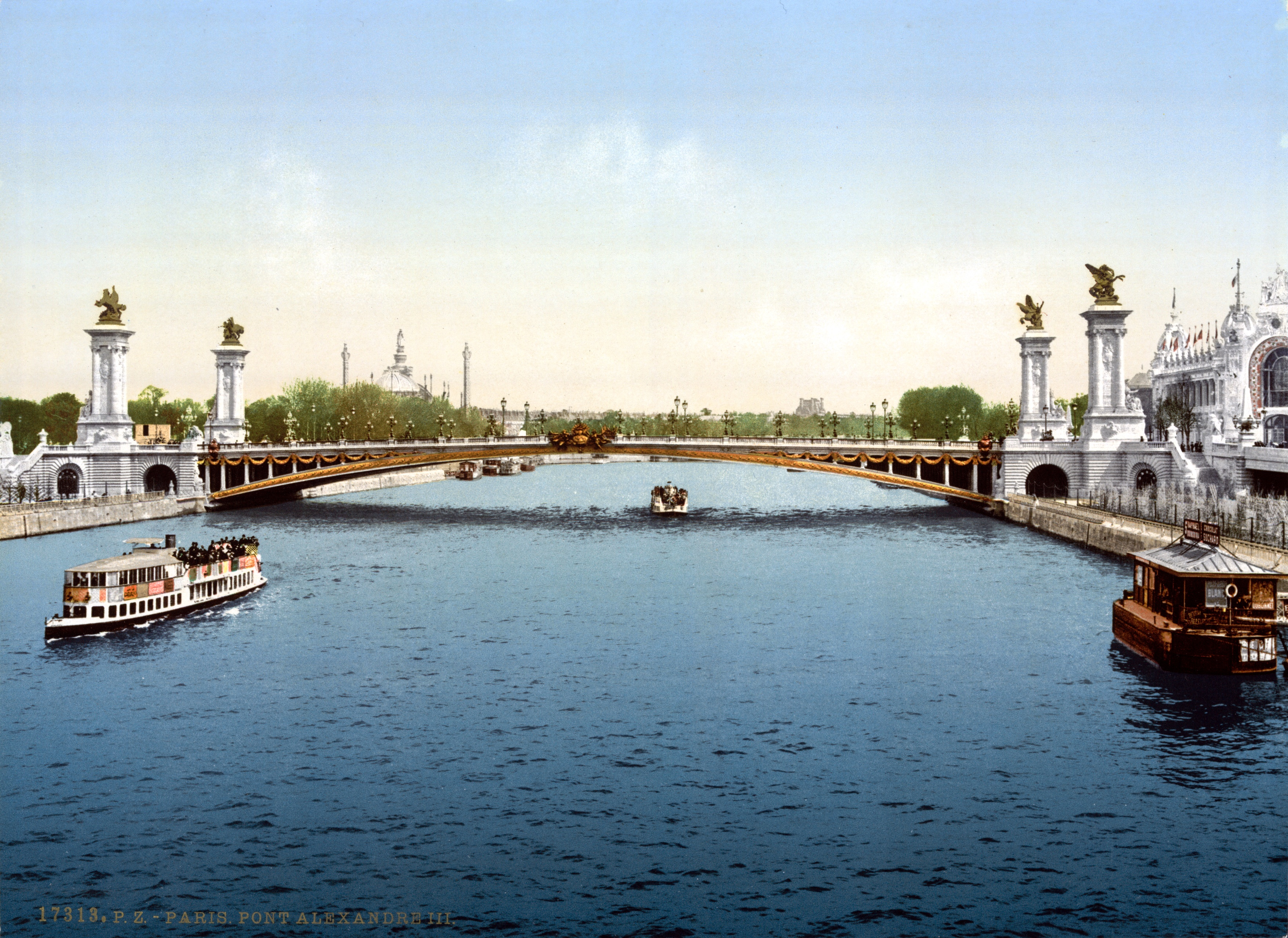
Puente Alejandro III en París, levantado como símbolo de la alianza franco-rusa.

La alianza franco-rusa fue una alianza militar entre la Tercera República Francesa y el Imperio ruso, que se mantuvo en vigor desde 1892 hasta 1917. La alianza terminó con el aislamiento diplomático de Francia fruto de la elaborada política diplomática del canciller alemán Bismarck. Para el Imperio ruso significó un aliado frente a las pretensiones balcánicas de Austria-Hungría, aliada del Imperio alemán, y una contraposición a los intereses coloniales británicos. Francia seguirá siendo el principal aliado de Rusia hasta 1917, desde el punto de vista económico, financiero y militar.

## Antecedentes
Las relaciones internacionales entre las potencias europeas de 1871 a 1893 giran en torno al complejo sistema de alianzas impuesto por Bismarck gracias a la preponderancia del Imperio alemán a raíz de su unificación estatal y la derrota francesa en la guerra franco-prusiana. El sistema bismarckiano tenía como objetivo conservar el statu quo europeo a la vez que favorecía los intereses de Alemania convirtiéndola en una potencia europea.

### El aislamiento francés 1871-1886
La derrota de Francia en la guerra de 1871 supuso un trauma nacional para la sociedad francesa que le llevó a perder territorio nacional y a un claro deseo de revancha contra el Imperio alemán. Para evitar este resentimiento francés, la política de alianzas llevada a cabo por Bismarck buscaba aislar a Francia diplomáticamente. 
En primer lugar, superados los problemas con el Imperio austrohúngaro, se acordó la Doble Alianza en 1879 renovada sin problemas hasta 1918. Los acuerdos con el Imperio ruso alejaban una posible aliado de Francia, difícil a priori si tenemos en cuenta el antagonismo entre la monarquía autócrata de Rusia y el nuevo gobierno republicano francés.
El gobierno de París había visto prioritario a partir de 1880 crear un imperio colonial que mejorara el prestigio y la economía nacional, Alemania favoreció y alentó empresas coloniales como una forma de que Francia estuviera entretenida y obviara de momento el revanchismo. Sin embargo la creación de este imperio no estuvo exenta de problemas, así, la ocupación de Túnez por parte de Francia en 1881 conllevó la enemistad de Italia que creía tener derechos históricos sobre esa área, y lanzarla a los brazos de Alemania con la que concretó la Triple Alianza (1882) junto a Austria-Hungría.
A la guerra arancelaria entre Italia y Francia en 1882 se unió el establecimiento de un protectorado británico en Egipto, sobre la que Francia tenía intereses desde la apertura del Canal de Suez en 1869 y que supuso el debilitamiento de las relaciones franco-británicas.

### Las relaciones germano-rusas 1872-1886

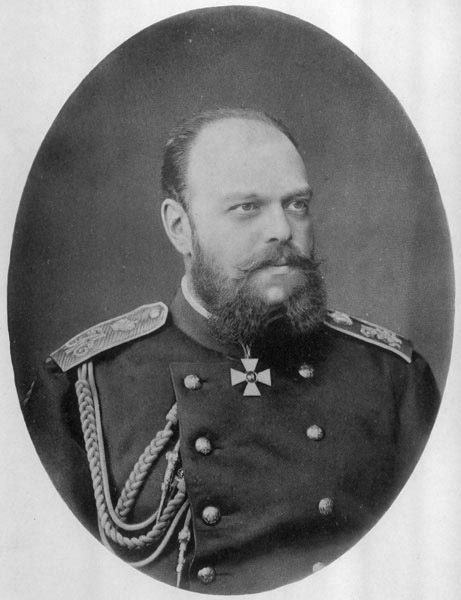
Zar Alejandro III (1881-1894).

Desde la derrota de Napoleón en 1815 las relaciones entre las monarquías absolutistas de Europa giraron entre la amistad y la desconfianza mutua, esta última se acrecentó a partir de la segunda mitad del siglo XIX al interponerse los intereses rusos y austriacos en varios frentes tales como la cuestión de Oriente o los Balcanes.
En 1872 el gobierno de Berlín favoreció la creación de la Liga de los Tres Emperadores entre los imperios alemán, ruso y austrohúngaro. Pese a esta alianza las tensiones entre rusos y austriacos con intereses contrapuestos en los Balcanes acabaron con la liga en 1878, a raíz de la falta de apoyo del Imperio alemán y Austria-Hungría al proyecto de la Gran Bulgaria impuesto por el zar Alejandro II como consecuencia de la guerra ruso-turca. 
El aislamiento de Rusia podía ser perjudicial para el Imperio alemán dado que la rivalidad en la frontera común entre ambas naciones podía transformarse en una guerra, por lo que Bismarck volvió a reactivar la alianza con Rusia a través de la Alianza de los Tres Emperadores el 18 de junio de 1881. Con este nuevo tratado Alemania se aseguraba en caso de guerra con Francia la neutralidad rusa, y ésta se aseguraba que los austriacos no ayudarían a Gran Bretaña en una hipotética guerra con Rusia. La iniciativa alemana contravenía la Doble Alianza con Austria-Hungría cuyo principal objetivo era una alianza militar contra Rusia.

### Tensiones diplomáticas 1885-1890

#### La crisis búlgara
Mientras que el Imperio alemán se atraía a Rumanía y al entonces Principado de Serbia mediante sendos tratados en 1881 y 1883, Rusia jugaba la baza de Bulgaria, principado autónomo, que tras el Congreso de Berlín estaba gobernado por un príncipe alemán, Alejandro de Battenberg.
Bulgaria intentó, desde el principio, desprenderse de la tutela rusa y orbitar hacia Austria-Hungría lo que contravenía el principio de neutralidad del renovado acuerdo de 1881. La ruptura a raíz de la guerra serbo-búlgara provocó un intento de golpe de Estado el 20 de agosto de 1886 apoyado por Rusia; pese a salvarse con un contragolpe nacionalista Alejandro fue depuesto ocho días después. El gobierno del zar Alejandro III se negó a reconocer al nuevo príncipe, Fernando de Sajonia-Coburgo, de origen alemán y que con la ayuda del primer ministro nacionalista, Stambolov buscó la alianza con Austria-Hungría.
La negativa de Berlín a reconocer el nuevo gobierno búlgaro no impidió que los aliados del Imperio alemán si lo hicieran dejando a Rusia sin su principal aliado balcánico.
Ante el peligro de ruptura con el Imperio ruso, Bismarck intentó acercarse al zar mediante la firma del ultrasecreto Tratado de Reaseguro (18 de junio de 1887) en el que Berlín y San Petersburgo se aseguraban la neutralidad mutua frente a sus enemigos (Francia y Austria-Hungría respectivamente) y reconocía los derechos rusos sobre los Balcanes, los estrechos y Bulgaria. Este acuerdo suponía una contradicción a los Acuerdos del Mediterráneo (febrero-diciembre de 1887) y la Doble Alianza (1879) firmados ambos por Alemania. Lo que evidentemente interesó a Bismarck para firmar el acuerdo con Rusia era alejarla de la frontera occidental y tenerla ocupada en disputas balcánicas y mediterráneas donde encontraría enfrente a las potencias firmantes del Acuerdo de 1887
Sin embargo el gobierno ruso comenzó a desconfiar de las promesas alemanas dada la falta de apoyo a las pretensiones rusas en la cuestión búlgara o la creciente influencia alemana sobre el Imperio otomano a través del envío de instructores militares y la construcción de ferrocarriles con capital alemán. En otoño de 1887 las tropas rusas realizan una serie de maniobras militares en la frontera occidental lo que hace desconfiar a Berlín tanto que generales como Alfred von Waldersee hablen de guerra preventiva contra Rusia. 
El canciller Bismarck actuó negando títulos de deuda pública rusa dañando con ello al crédito ruso, la decisión obligó al zar Alejandro III a realizar una visita a Berlín. Durante la reunión el zar criticó el doble juego del canciller, y este le reprochó la tendencia paneslavista y la aproximación a Francia. En noviembre de 1887 Bismarck emite unas disposiciones que prohibían al Banco del Reich y el Banco del estado prusiano la inversión en papel ruso, provocando el resentimiento de las relaciones germano-rusas.

#### El nacionalismo francés
Pese a la política colonial, Francia, no había olvidado el deseo de revancha, el sentimiento nacional fue explotado por algunos sectores de la sociedad francesa. La política alemana de acercamiento a Francia no dio sus frutos y Bismarck había concluido en 1886: abandono mi intento de conseguir la reconciliación con Francia. 
El presidente de la República Jules Grévy y su ministro de asuntos extranjeros Freycinet había intentado mantener una política de apaciguamiento evitando la confrontación con Alemania como demostró el hecho de retirar a su embajador en la corte del zar que era favorable a la alianza con Rusia.

Charles de Freycinet, Primer ministro francés durante las negociaciones con el Imperio Ruso.

Las tensiones con Alemania se agudizaron en 1887 con una serie de incidentes. En primer lugar la asistencia de diputados de Alsacia-Lorena al funeral del primer ministro Léon Gambetta (1882) y los resultados electorales pro-franceses en esa provincia (1887) provocaron que en marzo de 1887 el Reichstag impusiera visado a los franceses que visitaran las provincias arrebatadas a Francia en 1871. En segundo lugar el incidente fronterizo de abril, cuando un funcionario francés fue atraído a la frontera por policías alemanes y apresado bajo acusación de espionaje. El nacionalismo francés reclamó una acción gubernamental a esta ofensa y el general nacionalista Georges Boulanger, ministro de Guerra desde 1886, que con sus discursos nacionalistas y belicistas llamaba a lanzar un ultimátum al gobierno alemán y reforzar la frontera con tropas.
El revanchismo francés había encontrado eco el ministro Boulanger que unido al periodista Paul Déroulède, presidente de la Liga de los patriotas, causaron un periodo turbulento en la vida pública francesa entre 1887 y 1889. La acción del boulangerismo se encaminó a denunciar la debilidad del gobierno frente a Alemania abogando por una doctrina antiparlamentaria, reaccionaria y nacionalista. Ante este panorama las medidas tomadas por el gobierno francés fueron encaminadas a apaciguar a Alemania, Bismarck declaró al embajador francés en Berlín:

Puede ser, mientras gobierne este gabinete u hombres eiusdem farinae, como Ferry o Freycinet. Pero el día que Boulanger llegue a ser primer ministro o presidente de la República, ce sera la guerre.

Pese a las pasiones sociales agravadas por los casos de corrupción, Francia, no quería verse arrastrada por la vorágine nacionalista a una nueva guerra con Alemania sin apoyo de otras naciones. La medida aprobada fue no renovar a Boulanger para el siguiente gabinete. Francia necesitaba evitar la guerra pero sin parecer débil a ojos de Berlín. La elección del presidente Sadi Carnot imprimió una nueva dimensión a la política exterior francesa intentando romper el aislamiento diplomático a través del acercamiento a Rusia, este giro francés coincide con los inicios del acercamiento del imperio alemán al Reino Unido utilizando la misma táctica que había intentado con Francia, apoyando su política colonial.
El Imperio alemán se sentía fuerte dentro del equilibrio europeo, como potencia continental buscaba mantener el aislamiento francés y la tranquilidad de Rusia con una política mediadora entre las naciones enfrentadas: Francia-Reino Unido por cuestiones coloniales y Rusia-Austria-Hungría por los Balcanes.

## La alianza franco-rusa (1890-1907)

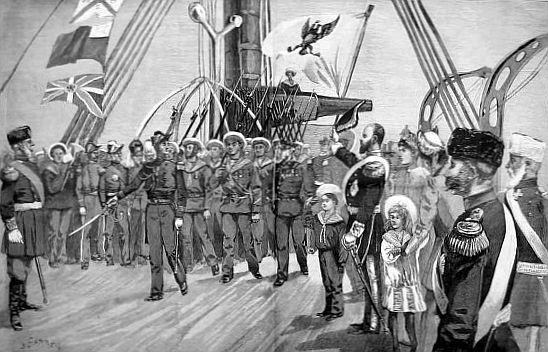
Visita de la flota francesa a la base rusa de Kronstadt en el verano de 1891.

La ambigüedad del Imperio alemán respecto a los intereses rusos determinó, en gran medida, el acercamiento del gobierno ruso a la Tercera República Francesa, si bien las relaciones no se concretaron hasta 1894 los acontecimientos ocurridos entre 1885 y 1890 fueron claves para el acercamiento.
A raíz de los sucesos en Bulgaria se impuso en los círculos políticos rusos la tendencia que defendía, a través de Mijail Katkov redactor-jefe del periódico conservador Diario de Moscú y protegido del zar, la alianza con Francia. El zar Alejandro III ya había sondeado en 1886 al embajador francés en San Petersburgo acerca de un acercamiento franco-ruso. El embajador lo comunicó a su gobierno y este a Bismarck, la intención francesa era evitar un posible enfado del gobierno alemán dentro de la política moderada del presidente Jules Grévy. Ese mismo año el periodista de corte nacionalista Paul Déroulède recibió una calurosa acogida por el gobierno ruso durante una visita oficial.
Alemania preocupado por esta actitud sondeó al zar por medio de su embajador en Rusia ante la posibilidad de una guerra entre Francia y Alemania. El zar afirmó:

Rusia se ha mantenido neutral en las tres guerras, aunque le hubiera interesado salir de esa neutralidad. Hoy Rusia tiene que atender más a sus intereses, y no puede estar ayudando constantemente a Prusia, que es por otra parte la aliada del emperador Francisco José.

El 14 de marzo de 1887 el gobierno ruso decretó la prohibición de posesión de tierras a extranjeros en los gobiernos occidentales de Rusia, esta medida afectaba principalmente a los alemanes. La contestación alemana se orientó primero hacia la prohibición de títulos de deuda pública rusa (octubre) y en segundo lugar a prohibir al Banco del Reich y el Banco del estado prusiano la inversión en papel ruso (noviembre); esta decisión unida al gesto francés de no recibir a la embajada de Bulgaria, determinó que Rusia buscara el capital en la Bolsa de París. En 1888 se presentaba el primero de los empréstitos por valor de 500 millones de francos al 4%, el capital, se destinaba a mejorar la red ferroviaria y modernizar el ejército ruso a base de armamento fabricado en Francia.
El nuevo intento alemán de contrarrestar este acercamiento causó preocupación en Francia, el motivo era la visita del zar a la capital alemana en enero de 1888. El embajador ruso en Berlín aseguró a su colega francés que la visita no significaba ninguna sumisión y que Rusia gozaba ahora de libertad de movimientos 
Pese a esto el zar y su ministro de exteriores Nikolai Giers eran reticentes a firmar un acuerdo con Francia. En primer lugar Giers era de tendencia germanófila y alentaba a la renovación del tratado de reaseguro de 1887; en segundo lugar el mutuo desprecio entre ambos regímenes, Rusia consideraba despreciable el gobierno republicano y calificaba a Francia una escuela de propaganda revolucionaria. Francia, por su parte, consideraba a Rusia la forma de gobierno más caduca basada en un estado policial y reaccionario.
Sin embargo el viraje de la diplomacia germana en 1890 terminará por acercar el Imperio ruso a Francia. La destitución de Bismarck por el káiser Guillermo II supuso que el nuevo gabinete dirigido por Leo von Caprivi destacara por una política antirrusa, dirigida por el secretario de Estado Friedrich von Holstein, negándose en repetidas ocasiones a renovar el tratado de Reaseguro a petición rusa. Ésta actitud unida al acercamiento al Reino Unido, enemiga de Rusia y la renovación de la Triple Alianza supusieron duros golpes a la diplomacia rusa.
Las negociaciones franco-rusas progresaron al calor de estos acontecimientos, así en julio de 1891 la escuadra francesa visitaba la base naval de Kronstadt cercana a San Petersburgo. El zar Alejandro III subió a bordo de varios buques, y al difundir la prensa mundial la noticia de que el zar se había puesto en pie para oír la Marsellesa alertó a las cancillerías europeas que las relaciones entre ambas naciones habían mejorado.
El 4 de agosto el zar autorizó las conversaciones con Francia, pese a todo el problema radicaba en que los intereses no eran comunes y difícilmente podían llegar a un principio de acuerdo. Rusia quería aplicarlo al Reino Unido y a los intereses rusos en los Balcanes, pero Francia no tenía ningún motivo para inmiscuirse en los Balcanes al tiempo que no deseaba una guerra abierta contra Londres pese a las disputas coloniales. Por su parte Francia basaba su apoyo a una alianza contra Alemania a lo que Rusia respondía con la indiferencia hacia la cuestión de Alsacia-Lorena. Ante estos problemas el acuerdo del 27 de agosto determinó una alianza para contribuir al mantenimiento de la paz sin más.
El primer ministro Freycinet hizo lo posible para que el zar aceptara mejorar el acuerdo incluyendo los principios de movilización general simultánea y la ayuda recíproca en caso de guerra. La presión dio como resultado la Convención militar (18 de agosto de 1892) donde el general francés Boisdeffre y el ruso Obruchev acordaron, en principio, aceptar los principios del gobierno francés:

- Artículo 1.

Si Francia es atacada por el Imperio alemán, o por Italia apoyada por Alemania, el Imperio ruso utilizará todas sus fuerzas disponibles para atacar a Alemania. Si Rusia es atacada por Alemania, o por Austria-Hungría apoyada por Alemania, Francia utilizará todas sus fuerzas disponibles para combatir a Alemania.
- Artículo 2.

En el caso que las fuerzas de la Triple Alianza, o de alguna potencia que la conforman, declarara la movilización, Francia o Rusia movilizarán inmediatamente y simultaneamente la totalidad de sus fuerzas, y las situaran lo más cerca posible de sus fronteras.
- Artículo 3.

Las fuerzas disponibles que deben ser utilizadas contra Alemania serán, de parte de Francia, de 1.300.000 hombres. De parte de Rusia podrán variar entre los 700.000 y los 800.000 hombres. Estas fuerzas se utilizarán de modo que Alemania tenga que luchar al mismo tiempo en el este y en el oeste.
- Artículo 4.

Los estados mayores se reunirán y se consultarán en cualquier momento para preparar y facilitar la aplicación de las medidas establecidas anteriormente, y deberá notificar, en los tiempos de paz, toda la información relativa a los ejércitos de la Triple Alianza que sean o llegarán a su conocimiento.
- Artículo 5.

Francia y Rusia no concertaran la paz por separado.
- Artículo 6.

El presente acuerdo tendrá la misma duración que la Triple Alianza.
- Artículo 7.

Todas las cláusulas anteriormente enumeradas serán mantenidas en riguroso secreto.

Las reticencias rusas a sancionar el acuerdo radicaban en la crisis interna de Francia atacada por el terrorismo revolucionario, anarquistas principalmente, el deterioro de las relaciones Iglesia-Estado, del revanchismo nacionalista y la corrupción política. A lo que se une el deseo ruso de mantener el acuerdo en secreto que chocaba frontalmente con los deseos del presidente Sadi Carnot para que la Asamblea Nacional francesa diera el visto bueno al acuerdo. No obstante en octubre de 1893 la flota rusa devolvió la visita siendo recibida en Toulon por el presidente de la República, el efusivo recibimiento en las ciudades de Marsella, Lyon y París de la tripulación supuso un empuje a las relaciones entre ambas naciones, el zar Alejandro, agradecido, comunicó al gobierno francés (27 de diciembre de 1893) que aceptaba los principios firmados en 1892.

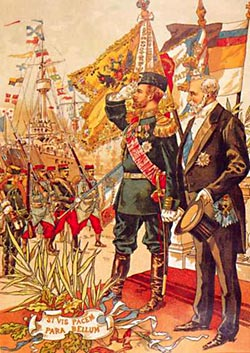
Visita del zar Nicolás II de Rusia a París en 1901. Postal conmemorativa.

En 1894 moría Alejandro III siendo sucedido por su hijo Nicolás II, nuevo zar era partidario del gobierno autoritario y conservador negándose a cualquier tipo de concesión democrática. Este cambio fue aprovechado por el kaiser Guillermo II que intentó influir sobre su sobrino a través de una intensa relación epistolar. Pese a todo el zar Nicolás II mantuvo los acuerdos alcanzados por su padre dirección confirmada con la sustitución del germanófilo ministro de Estado Giers, tras su fracasado acuerdo comercial con Alemania en 1894, por Aleksey Lobanov favorable al acuerdo con Francia.
Finalmente las relaciones franco-rusas entre 1895 y 1907 se fueron encaminando hacia una alianza formal, así, en abril de 1895 Francia apoyó a Rusia a través de una Triple Intervención (junto al Imperio alemán) para frenar el expansionismo japonés en Manchuria objeto de interés ruso. Los deseos franceses de mantener la alianza la llevaron a aceptar, pese a la indignación del pueblo francés, la invitación para asistir a la inauguración del Canal de Kiel en Alemania el 10 de julio de 1895. Francia asistía bajo presión de San Petersburgo, que quería mantener la neutralidad con Alemania, bajo la condición de poder hacer público el tratado de amistad con Rusia. Una semana después las flotas rusa y francesa aparecía juntas en aguas alemanas y juntos pasaron por el canal.
La visita en octubre de 1896 de la pareja imperial rusa a París fue un punto culminante en las relaciones franco-rusas, a la acogida favorable de los parisinos se unía el hecho de ser primer monarca extranjero que visitaba Francia desde la instauración de la república en 1871. La visita hecha por el presidente Félix Faure a San Petersburgo (agosto de 1897) significó la confirmación de la alianza de cara a las cancillerías extranjeras de boca del mismo presidente francés.
En 1899 se añadía una cláusula adicional a la renovación del acuerdo militar de 1892 y en 1900 el protocolo militar se hacía también extensible a una posible guerra contra el Reino Unido.
Las tensiones en Extremo Oriente pondrán a prueba la alianza franco-rusa. Los intereses rusos en Manchuria se remontaban a finales del siglo XIX con la colonización rusa de Siberia. En 1901 con la victoria sobre los bóxers la ocupación rusa de Manchuria se hizo más efectiva entrando en conflicto con los intereses del Reino Unido y del Imperio japonés. Londres temía que el expansionismo ruso pusiera en peligro el statu quo del Imperio chino y el comercio libre en la zona. Por su parte Japón consideraba que la expansión rusa debilitaba la penetración japonesa sobre Corea.
La alianza anglo-japonesa, 30 de enero de 1902, no sentó bien en el Reino Unido, la opinión pública no quería una guerra en China mientras se mantenía la Guerra bóer en África del Sur. Por su parte el gobierno conservador de Lord Salisbury solo quería dirigir una advertencia a Rusia sobre sus acciones en Asia, para Japón significaba una alianza político-militar que evitara que Rusia interviniera apoyada por otra potencia europea como se había sucedido con la Triple Intervención en 1895. 
El 20 de marzo Francia y Rusia emitieron una declaración conjunta donde aceptaban el principio de independencia de China y Corea pero ante cualquier acción agresiva considerarían las medidas necesarias para su defensa. Pese a todo Francia no deseaba una guerra en el Extremo Oriente ya que eliminaba la posibilidad de ayuda rusa en caso de conflicto contra Alemania, al mismo tiempo, el gobierno de París intensificaba sus contactos con Londres en el marco de una entente anglo-francesa.
A finales de 1903 la tensión entre Rusia y Japón seguía en aumento y parecía probable una guerra entre ambas naciones pese a los intentos de Francia cuyo ministro de asuntos exteriores, Théophile Delcassé, se ofreció a mediar en el conflicto. Finalmente cuando estalló la guerra en febrero de 1904 la neutralidad británica obligó a Francia a mantener su neutralidad.
La derrota rusa en la guerra ruso-japonesa no medró la alianza franco-rusa, pese a la neutralidad francesa, pero hizo a Rusia centrarse ahora en Asia Central donde seguía latentes los problemas con los británicos acerca de Persia y Afganistán. La ayuda económica francesa para la reconstrucción nacional rusa se concretó durante las conversaciones militares que tuvieron lugar entre el 8 y el 11 de abril de 1906, las primeras desde que la guerra rusojaponesa paralizara la reuniones bilaterales. El Imperio ruso, con mediación francesa a través de su ministro de asuntos exteriores Delcassé, intensificó los contactos amistosos con el Reino Unido que dieron lugar a la Entente anglo-rusa en 1907.

## Conclusiones
La alianza franco-rusa suponía la superación de los problemas que ambas naciones arrastraban desde 1871 en el campo diplomático y la conjunción de unos intereses en oposición a los desarrollados por el Imperio alemán y la Triple Alianza.
Las relaciones franco-británicas fueron mejorando a partir de 1900, la barrera generada por las cuestiones coloniales fue superada con la firma de la Entente Cordiale en 1904. París alentada por este triunfo diplomático que alejaba poco a poco al Reino Unido de la Tripe Alianza presionó al Imperio ruso para que solucionara las cuestiones coloniales que le enfrentaban al gobierno de Londres, el resultado fue el Convenio anglo-ruso de 1907.
La conjunción de estos tres acuerdos (1894, 1904 y 1907) supone la creación de la Triple Entente como contraposición a la Triple Alianza en una Europa dividida en bloques político-militares hasta el estallido de la Primera Guerra Mundial.